# Монтеђано (Пезаро и Урбино)
Монтеђано је насеље у Италији у округу Пезаро и Урбино, региону Марке.
Према процени из 2011. у насељу је живело 105 становника. Насеље се налази на надморској висини од 223 м.